# Chi Cá cháy
Chi Cá cháy (danh pháp khoa học: Tenualosa) là một chi thuộc phân họ Alosinae của họ Cá trích (Clupeidae).

## Phân loại
Theo Fish Base thì chi Tenualosa có 5 loài.
- Tenualosa ilisha Hamilton, 1822: Cá cháy Hilsa. Ven biển từ Ấn Độ tới Myanma.
- Tenualosa macrura Bleeker, 1852: Cá cháy đuôi dài. Sinh sống tại trung tây Thái Bình Dương (Indonesia, Malaysia, miền nam Thái Lan)
- Tenualosa reevesii Richardson, 1846: Cá cháy thường[2]. Sinh sống tại tây bắc Thái Bình Dương, chủ yếu trong khu vực biển Đông Trung Hoa.
- Tenualosa thibaudeaui Durand, 1940: Cá cháy nam hay cá cháy Lào. Sinh sống trong hệ thống sông Mê Kông.
- Tenualosa toli Valenciennes, 1847: Cá cháy bẹ hay cá cháy Toli. Sinh sống trong khu vực Ấn Độ Dương và Tây Thái Bình Dương trong môi trường nước ngọt, nước lợ và nước mặn.

Trong danh sách tiếng Việt có 2 loài cá cháy là cá cháy nam và cá cháy bẹ. 
- Cá cháy nam (T. thibaudeaui): có thể dài 30 cm và có thể đạt trọng lượng 1 kg.
- Cá cháy bẹ (T. toli): có thể dài 60 cm, không có tài liệu ghi về trọng lượng tối đa cho loài cá này, nhưng với chiều dài gấp đôi cá cháy nam, loài này có thể đạt trọng lượng tối đa độ là 3 kg.
- Tenualosa ilisha: Trong một danh sách tiếng Đức có nói tới một loài thứ ba cùng chi, ở vịnh Bắc Bộ. Loài này có thể đạt chiều dài 60 cm và trọng lượng đạt được 2,49 kg.

### Nhầm lẫn
Theo Từ điển Tiếng Việt do Nhà Xuất bản Khoa học Xã hội xuất bản năm 1977 thì cá cháy là các loài cá nước ngọt, cùng loài với cá chép, buồng trứng rất lớn. Tuy nhiên định nghĩa này có điểm sai khi cho cá cháy cùng loài với cá chép. Theo phân loại khoa học thì cá cháy chẳng những không cùng loài, mà khác cả chi lẫn họ với cá chép.

## Đặc trưng
Đặc điểm của cá cháy là có trứng to và buồng trứng to, nên cũng dùng sản xuất một loại "caviar cá cháy". Cá cháy nam có bộ phận lọc trong mồm, thích ứng để ăn những vật vi thể như vi khuẩn và rêu.

### Nhận dạng
Cá cháy thân dẹp, có một kỳ (vây) lưng, hai kỳ (vây) mang và 3 kỳ (vây) bụng, đuôi hình chữ V. Cá cháy nam có sọc đen trên lưng xanh xám; cá cháy bẹ màu trắng tới vàng đất, không sọc còn loài Tenualosa ilisha ở vịnh Bắc Bộ màu trắng không sọc.
Trong nhận dạng của nhân dân, cá cháy có thân hình giống cá lẹp, nhưng lưng tròn và dày hơn, vảy to óng ánh. Con lớn có thể đến 3 kg, thông thường là 1 kg, chiều dài cá khoảng 4-5 tấc.

### Môi trường sinh sống
Tất cả các loài trong chi cá cháy đều phổ biến trong vùng có khí hậu gió mùa của châu Á; tất cả có chu kỳ sống: đẻ trứng trong vùng nước ngọt, cá con sống trong vùng nước lợ và cá lớn sống ven biển. Cá lớn quay về sông ngòi để sinh đẻ, ngoại trừ cá cháy nam. 
- Cá cháy nam: theo các nhà khảo cứu, chỉ sống trong lưu vực sông Cửu Long, nhưng vẫn có thể có một thời kỳ sống ở ngoài các cửa sông của Cửu Long, biểu hiện bằng sự tụ họp của chúng vào đầu mùa gió nồm ở các cửa sông. Đầu mùa gió chướng là thời điểm cá cháy nam di chuyển về nơi sinh đẻ, và nơi sinh đẻ là vùng phía thượng nguồn của thác Khône ở Hạ Lào, tức thuộc lãnh thổ Lào và Thái Lan.
- Cá cháy bẹ: sinh sống khắp ven biển Ấn Độ Dương sang tận Mã Lai, một phần bờ biển Nam Dương. Trong lãnh thổ Việt Nam, cá cháy bẹ hiện diện nhưng số lượng không đáng kể.

## Một số thông tin khác
Cá cháy nam thuộc vào danh sách đỏ từ năm 1996. Cá này di chuyển vào đầu mùa gió chướng (từ cuối tháng giêng đến cuối tháng hai dương lịch), ngược dòng sông Cửu Long sang bên kia (thượng nguồn) của thác Khône để sinh đẻ. Sau đó, cá con sẽ theo dòng nước vượt thác Khône về hạ lưu sông Cửu Long và Biển Hồ vào mùa gió nồm (tháng 6-7 dương lịch). Năm 1984 là năm cuối cùng cá cháy nam di chuyển với tầm vóc quy mô về nơi sinh đẻ, về sau hầu như không có sự di chuyển đáng chú ý của cá cháy nam nữa.
Các nhà nghiên cứu hiện chưa lý giải được lý do nào đưa đến sự suy tàn của cá cháy nam trong vòng 2 thập niên. Có thể là một sự kết hợp của nhiều nguyên nhân: xây đê đập khiến cá không còn nơi sinh đẻ; gia tăng sử dụng phân bón trong nông nghiệp khiến cá mất khả năng sinh đẻ; sự săn bắt quá mức cung ứng của thiên nhiên, dù rằng kỹ thuật bắt cá quy mô bằng bẫy, lọp đã bị chính phủ cũ của Lào cấm từ năm 1968; sự giới hạn môi trường sống trong vùng hạ lưu sông Cửu Long kể từ thác Khône, do việc xây đê đập để bành trướng canh nông ở Cam pu chia và Việt Nam.

## Niên vụ
Theo số liệu của FAO, mức sản xuất cá cháy bẹ năm 2004 là 5.000 tấn, còn rất khiêm nhường nhưng trong đà tiến mạnh, không thấy báo cáo niên vụ của cá cháy nam.

## Ẩm thực
Cá cháy nhiều xương nhưng thịt rất ngọt. Cá cái có cặp trứng to chật cả khoang bụng và trứng cá ăn rất béo, bổ, tuy vậy ăn nhiều có thể bị tháo dạ. Trứng thường dầm nước mắm khi ăn.
Chế biến cá cháy đơn giản có vài cách: có thể nấu mẳn với nước dùng và các loại rau thơm; có thể nấu canh chua với các loại rau thơm như bạc hà, đậu bắp, giá, bông điên điển. Ngoài ra còn có cách rim nguyên con, nguyên vảy, bên dưới đáy nồi lót một lớp mía chẻ. Cá chín mềm thịt xương nhưng đặc biệt là không bị bã mà vẫn có độ dai nhất định.
Ngoài các cách nấu canh chua và kho cá nói trên, cá cháy còn có thể dùng để nấu cháo. Tuy ẩm thực Nam Bộ Việt Nam đặc trưng với một số loại cháo nấu có sử dụng nước cốt dừa, cháo cá cháy lại là ngoại lệ vì vốn cá đã rất béo. Cháo nấu nhừ, cho cá cháy nguyên con đã đánh sạch vảy vào nồi và đun sôi lại cho đến khi cá chín, gắp ra gỡ thịt, bỏ xương. Cháo cá cháy thường ăn với rau tần ô, rau đắng đất, xà lách, chút lá gừng non xắt nhuyễn.
Một điểm nữa cũng được người nội trợ chú ý, cá cháy vốn rất ngọt nên các món cá cháy thường không dùng mì chính.